# Universally Speaking
Universally Speaking – piosenka amerykańskiej grupy Red Hot Chili Peppers, wydana jako czwarty singel z albumu By the Way, wydanego w 2003 roku.

## Recepcja
Na łamach czasopisma Billboard dziennikarz Miachael Paoletta napisał, że melodia utworu nawiązuje do dokonań amerykańskiego kompozytora Burta Bacharacha.

## Lista utworów
Singiel CD – wersja #1 (2003)
1. „Universally Speaking” (wersja z albumu) – 4:18
2. „By the Way” (akustycznie, na żywo) – 4:59
3. „Don’t Forget Me” (na żywo) – 5:07

Singiel CD – wersja #2 (2003)
1. „Universally Speaking” (wersja z albumu) – 4:20
2. „Slowly Deeply” (pierwsza publikacja) – 2:40
3. „Universally Speaking” (wideo rozszerzone)